# Al-Muzaffar Kutuz egyiptomi szultán
Al-Muzaffar Kutuz, uralkodása előtti nevén Szajf ad-Dín Kutuz, illetve Mahmúd ibn Mahmúd (Hvárezmi Birodalom, ? – Egyiptom, al-Kuszajr, 1260. október 24.) volt a harmadik az egyiptomi türk (elterjedt, de pontatlan megnevezéssel bahri) mamlúk szultánok sorában (uralkodott 1259 novemberétől haláláig). Teljes titulusa al-Malik al-Muzaffar, melynek jelentése: „a diadalmas király”.

## Mamlúk út a trónig
Kutuz, akit eredetileg Mahmúd ibn Mahmúdnak hívtak, Dzsalál ad-Dín Mingburnu hvárezmi sah unokaöccseként került a Dzsingisz kán vezette mongolok fogságába 1220-ban. Egy damaszkuszi rabszolga-kereskedő vásárolta meg, aki rövidesen eladta asz-Szálih Ajjúb egyiptomi szultán egy magas rangú, rabszolgasorból felemelkedett (azaz mamlúk) emírjének, Ajbaknak. Ajbak asz-Szálih Ajjúb halálát követően rövidesen régens (atabég), majd szultán lett, és 1252-ben Kutuzt nevezte ki alkirállyá. Így lett Kutuz a szultáni kíséret-udvartartás, az Ajbak titulusáról muizzijja néven ismert csoport prominens tagja. 1254-ben személyesen is részt vett Ajbak legfőbb ellenfele, a bahri mamlúkok ellentáborát vezető Aktaj al-Dzsamadár meggyilkolásában.
Miután Ajbakot 1257-ben meggyilkolta felesége, Sadzsar ad-Durr, a muizzijja a fiát, al-Manszúr Alit tette meg szultánná, aki mellett Kutuz alkirályként irányította az államot – igaz, a mellette hadfőparancsnoki rangot viselő Szandzsar al-Halabi, később pedig Fárisz ad-Dín Aktaj egyaránt a bahrijjához tartozott. A bahri mamlúkok többsége azonban Bajbarsz al-Bundukári vezetésével Szíriában volt, 1256-ig az aleppói an-Nászir Júszuf, 1256–1259 között pedig a karaki al-Mugísz Umar szolgálatában. Bajbarsz 1257 novemberében vereséget szenvedett Kutuztól a Nílus-delta közelében, Szálihijja mellett, és 1258 áprilisában megismételte kudarcát. Ezúttal az alkirály kivégeztette a fogságába esett mamlúkokat, egyaránt megosztva saját és ellenfelei táborát.

## A mongolok elleni háború
1258-ban Hülegü vezetésével a mongolok lerombolták Bagdadot, és nyilvánvaló volt, hogy Szíria felé törnek előre. An-Nászir Júszuf eleinte barátságosan közeledett a kán felé, ám annak ellenséges válasza után az ellenállás mellett döntött, és Kutuztól kért segítséget. Az egyiptomi alszultán jobbnak látta úgy felvenni a harcot, hogy a névleges hatalmat is megszerzi, ezért 1259 novemberében lemondatta bábját, Alit, és maga ült a szultáni trónra. Az erősebb legitimáció érdekében egy, a mongol dúlást túlélő abbászida herceggel, Abu l-Abbász Ahmaddal is felvette a kapcsolatot, de a fennmaradó időben nem restaurálta a kalifátust. Az aleppói uralkodónak sem küldött segítséget, így amikor 1260. január 25-én elesett Júszuf székvárosa, az aleppói emír hadai is szétszóródtak. Az addig őt szolgáló emigráns mamlúkok tárgyalni kezdtek Kutuzzal, és röviddel Damaszkusz elestét követően, március 17-én biztonságban vonulhattak Egyiptomba. Hülegü hamarosan távozott a hadsereg egy részével, hogy részt vegyen a Möngke nagykán halálát követő kánválasztáson, hadainak maradéka pedig Kitbuqa Noyan vezetésével Szíriában maradt, amelyet egészen Gáza és Askelón mélységéig megszállt.
Kutuz a meghódolást követelő mongol követeket meggyilkoltatta, és július 26-án kivonult serege élén. A két sereg a Jezréel-síkságon találkozott, Ajn Dzsálútnál (Góliát-forrás) szeptember 3-án. Hosszú és mindkét fél számára súlyos veszteségekkel járó csatát követően az egyiptomiak győztek, elsőként állítva meg az addig minden irányba feltartóztathatatlanul terjeszkedő mongolokat. Kitbuqa, a jeles hadvezér is holtan maradt a csatatéren. A győzelem nem csak hogy megvédte Egyiptomot a betöréstől, hanem – miután a mongolok megbuktatták az aleppói és damaszkuszi ajjúbida államocskákat – Szíria is mamlúk kézre került különösebb erőfeszítés nélkül.
Kutuz nem sokáig élvezhette diadalát. Míg a szíriai területek igazgatását szervezte meg (Damaszkusz élére Szandzsar al-Halabi, Aleppóba pedig a moszuli Badr ad-Dín Lulu fia, Alá ad-Dín Ali került emírként, míg Karak, Hamá és Himsz megmaradt ajjúbida fejedelemségnek), a bahri és muizzi mamlúkok közti régi ellenségeskedés kiújult, amit a hadjárat során felderítést vezető Bajbarsz személyes sérelme is tetézett: a szultán eredetileg neki ígérte Aleppót. A mamlúk vezér a hazaúton végzett egy sivatagi vadászat alkalmával Kutuzzal, és még helyben elismertette magát szultánnak. A muizzí mamlúkok többé nem kerültek hatalomra, Bajbarsz pedig a Mamlúk Birodalom történetének egyik legjelentősebb uralkodójaként vonult be a történelembe.